# Liste der Kulturdenkmäler in Nehren (Mosel)
In der Liste der Kulturdenkmäler in Nehren sind alle Kulturdenkmäler der rheinland-pfälzischen Ortsgemeinde Nehren aufgeführt. Grundlage ist die Denkmalliste des Landes Rheinland-Pfalz (Stand: 21. September 2023).

## Einzeldenkmäler
| Bezeichnung                         | Lage                    | Baujahr                              | Beschreibung | Bild                           |
| ----------------------------------- | ----------------------- | ------------------------------------ | --- | ------------------------------ |
| Katholische Filialkirche St. Agatha | Kirchstraße 24 Lage     | zweites Viertel des 16. Jahrhunderts | kleiner unregelmäßiger Bau, teilweise wohl noch romanisches Mauerwerk; dreiachsiger Saal und Turm, zweites Viertel des 16. Jahrhunderts; Gesamtanlage von Kirche und ummauertem Friedhof | weitere Bilder Fotos hochladen |
| Heidenkeller                        | nördlich des Ortes Lage |                                      | Antentempel, Rekonstruktionen einer römischen Gruft von 1973/74, römische Wandmalerei | Fotos hochladen                |